# Glasački listić
Glasački listić list je od papira i dokument koji se rabi pri sudjelovanju na izborima ili referendumima. 
Prethodno ispisani list prikazuje popis odobrenih kandidata i / ili političkih stranaka. Glasački listić se zatim preklopiti da bi se sačuvala tajnost glasanja i ubacuje u glasačku kutiju. Na kraju glasovanja broj glasova određuje izborne pobjednike.

## Izgled
Oblikovanje glasačkih listića može utjecati na ishod glasovanja. Zato u demokratskim izborima moraju biti neutralani.
Dizajn glasačkih listić može pomoći ili spriječiti jasnoću na izborima. Loši dizajni mogu dovesti do konfuzije i potencijalni kaos ako velik broj birača pogrešno ispuni glasački listić.

## Povijest
U staroj Grčkoj rabljeni su za glasovanje komadići razbijene keramike, u kojoj je ime bilo ugravirano. Birači su donijeli već upisana imena u krhotinama. U Rimskoj Republici glasovalo se pomoću malih voštanih pločica. 
Članovi britanskog parlamenta u početku su birali aklamacijom a poslije usmenim glasovanjem. 

## Galerija
- Francuska, 1871.
- Referendum za pripojenje Austrije Njemačkoj (1938.).
- Glasački listić u Nizozemskoj (2006.).
- Glasački listić u JAR (2009.).
- Referendum o nezavisnosti Južnog Sudana (2011.).